# Andreas Gruschke
Andreas Gruschke (Blumenfeld (Tengen), 16 april 1960- 30 januari 2018) was een Duits schrijver, fotograaf en tibetoloog.

## Studie
Na het gymnasium in Singen deed hij vervangende dienstplicht en studeerde vervolgens tussen 1981 tot 1990 sinologie, culturele antropologie en aardrijkskunde. Hij studeerde eerst aan de Rheinisch-Westfälische Technische Hochschule Aachen en vervolgens aan de Albert-Ludwigs-Universität Freiburg.
Tussendoor bracht hij tweemaal enkele maanden door in Oost- en Zuidoost-Azië en slaagde hij in 1985 voor een eenjarige studie Chinees aan de Universiteit voor Taal en Cultuur Peking.
In 1990 sloot hij zijn studie in Freiburg im Breisgau af met een mastergraad met het proefschrift Neulanderschließung in Trockengebieten der Volksrepublik China und ihre Bedeutung für die Nahrungsversorgung der chinesischen Bevölkerung.

## Loopbaan
Al tijdens zijn studie, van 1985 tot '86 onderwees hij aan de Shanxi Agricultural University in China en was hij van 1992 tot '93 gastprofessor aan de Kangweon National University in Chuncheon, Zuid-Korea. Verder reide hij tijdens zijn studie als vrij schrijver en beeldjournalist naar Tibet, de Zijderoute en Oost-Azië; ook na zijn studie maakte hij verschillende studiereizen naar Tibet en andere delen van China en naar Korea.
Van 2004 tot 2012 was hij wetenschappelijk medewerker aan de Universiteit van Leipzig op het gebied van Meningsverschil en integratie van nomaden in Oost-Tibet (Kham en Amdo).
Gruschke schreef verschillende boeken en artikelen over hoofdzakelijk de Tibetaanse cultuur, waaronder pionierwerk in Tibetaanse kloosters in Oost-Tibet. Daarnaast schreef hij over de Zijderoute, China, Korea en de Himalaya. Zijn boeken werden in meerdere talen vertaald, waaronder het Engels, Frans en Spaans.
Gruschke maakte enkele documentaires, waaronder een televisiedocumentaire over de Tibetaanse kloostercultuur in Amdo. In 1997 maakte hij de documentaire met een begeleidend boekwerk Transasia. Vom Bosporus zum Gelben Meer. Verder maakte hij twee producties over zijn eigen regio in Duitsland: een over de Hegau in Baden-Württemberg dat in het verleden door vulkanische activiteit werd gevormd. Een tweede maakte hij over de bovenloop van de Rijn.

## Publicaties
- Tibet - Ontmoeting met de horizon, ECI, Vianen 1998.
- The Cultural Monuments of Tibet’s Outer Provinces: Amdo, 2 vols., Bangkok 2001.
- The Cultural Monuments of Tibet’s Outer Provinces: Kham, 2 vols., Bangkok 2004.
- Nomads Without Pastures? Globalization, Regionalization, and Livelihood Security of Nomads and Former Nomads in Northern Khams, in: Ken Bauer, Geoff Childs, Andrew Fischer, and Daniel Winkler (eds.), In the Shadow of the Leaping Dragon: Demography, Development, and the Environment in Tibetan Areas, in: JIATS, 4 (December 2008). Download pdf
- A Vital Monastic Centre of the Jonang Tradition: The Grand Lamasery of Dzamthang, in: 《China Tibetology》 中国藏学(英文版) 2008年01期
- Nomads and their Market Relations in Eastern Tibet’s Yushu Region: The Impact of Caterpillar Fungus. In: Jörg Gertel & Richard LeHeron(eds.): Economic Spaces of Pastoral Production and Commodity Systems. Markets and Livelihoods. Ashgate: Farnham - Burlington 2011, pp. 211-229.
- Yushu Nomads on the Move. How can the Use of Pastoralist Resources be Sustainable?. In: 人文视野下的 高原生态国际学术研讨会.交流材料 [Renwenshi Yexia De Gaoyuan Shengtai Guoji Xueshu Yantaohui. Jiaoliu Cailiao]. The International Symposium on the Human Dimensions of Ecological Conservation on the Tibetan Plateau. Communication Materials of Conference. Xining, Qinghai, China, August 2011. pp.  138-152.
- From Yak Herders to Yartsa Traders. Tibetan Nomads and New Market Options in Qinghai´s Yushu Region. In: China Tibetology, 2011, No. 3, pp. 95-118.
- Tibetan Pastoralists in Transition. Political Change and State Interventions in Nomad Societies.  In: Hermann Kreutzmann (ed.): Pastoral Practices in High Asia. Agency of ‘Development’ Effected by Modernisation, Resettlement and Transformation (Advances in Asian Human-Environmental Research). Springer: Dordrecht 2012, pp. 273-289.

- Bibliothèque nationale de France: cb134913188 (data)
- Gemeinsame Normdatei: 123157269
- International Standard Name Identifier: 0000 0000 8133 1645
- Library of Congress Control Number: n86036548
- Nationale Bibliotheek van Tsjechië: skuk0000511
- Nationale Bibliotheek van Israël: 987009800689805171
- Nederlandse Thesaurus van Auteursnamen: 073613428
- PIC: 385300
- ResearcherID: J-4296-2015
- Système universitaire de documentation: 06059862X
- Virtual International Authority File: 54300498
- WorldCat: E39PBJyxdTqmTPwP8D77gGBByd